# スプリングボック
スプリングボック（跳羚羊、英: springbok、学名: Antidorcas marsupialis）は、ウシ科スプリングボック属に分類される偶蹄類。本種のみでスプリングボック属を構成する。

## 分布
アンゴラ南西部、ナミビア、ボツワナ、南アフリカ共和国
模式標本の産地（模式産地）は喜望峰。

## 形態
体長120 - 148cm。尾長19 - 28センチメートル。肩高73 - 87センチメートル。体重20 - 45キログラム。背から腰にかけて襞状の皮膚がある。頭部の毛衣は白い。吻端から眼を通り角の基部にかけて灰褐色の筋模様（顔側線）が入る。背面の毛衣は赤褐色で、襞状の皮膚に沿って逆立てることができる白い体毛で被われる。腹面や四肢の内側の毛衣は白い。染色体数は2n=56。
脳頭蓋（眼窩より後方の頭骨）が顔面頭蓋（眼窩後端より前の部分）の1/3と短い。雌雄共に先端が内側へ向かう竪琴形の角がある。下顎第2小臼歯はないか、あっても極めて小型。

## 分類
属名Antidorcasは「ガゼルではない」の意。
亜種A. m. angolensisとA. m. hofmeyriを、前者を基亜種とした別種ミミナガスプリングボックとして分割する説もある。
Antidorcas marsupialis marsupialis (Zimmermann, 1780)
南アフリカ共和国
最小亜種。角はやや短い。
Antidorcas marsupialis angolensis Blaine, 1922
アンゴラ南西部、ナミビア北部
大型亜種。角や耳介が長い。額に赤褐色の三角形の斑紋、体側面に赤紫がかった濃褐色の筋模様が入る。
Antidorcas marsupialis hofmeyri Thomas, 1926
ナミビア南部、ボツワナ
最大亜種。角や耳介が長い。額に不明瞭な赤褐色の三角形の斑紋が入る。

## 生態
標高2,000メートル以下にあるサバンナ、砂漠などに生息する。メスと幼獣からなる100頭前後の大規模な群れを形成し生活する。以前は数万頭に達する大規模な群れを形成していたとされる。驚いたり興奮すると腰の毛を逆立てながら跳躍する。これにより危険を知らせたり、捕食者を高所から確認したり意表をつくなどの説がある。他にハンディキャップ理論では、この跳躍により、自身の運動能力を捕食者に知らせて、捕まえようとしても捕まらないことを示すため、とされている。
草や低木の葉を食べる。雨期や夏季は草本を食べ、乾期や冬季は低木の葉を食べる。捕食者はカラカル・チーター・ヒョウ・ライオン・ブチハイエナ・リカオンなどが挙げられ、幼獣はセグロジャッカル・リビアヤマネコ・ラーテル・コシジロイヌワシ・ゴマバラワシなどに捕食されることもある。
繁殖様式は胎生。繁殖期になるとオスは20 - 30頭のメスとハレムを形成する。1回に1頭の幼獣を産む。オスは生後12か月で性成熟する。メスは生後6 - 7か月で性成熟する。

### 大発生
現在では見られなくなったが、かつてスプリングボックは時折り異常なほど大発生し、巨大な群れとなって一方向に行進し、海に突入して全滅したという記録がある。19世紀には推定１億頭の大群が移動するのを目撃したという報告も存在する。

## 備考
- 乱獲などにより生息数が減少している[3]。
- ラグビー南アフリカ代表は、スプリングボックにちなんで「スプリングボクス」という愛称で呼ばれる。
- 南アフリカ航空の無線のコールサインとしても使われている。